# Ricky リッキー
『Ricky リッキー』（リッキー、Ricky）は2009年のフランス・イタリアのファンタジー映画。監督はフランソワ・オゾン、出演はアレクサンドラ・ラミーとセルジ・ロペスなど。
生まれて間もない赤ちゃんの背中から翼が生えてきたことで一躍世間の注目を集めるようになってしまった家族を描いている。
原作はローズ・トレメインの短編小説（2006年の短編集『The Darkness of Wallis Simpson and other stories』収録）。

## ストーリー
カティ（アレクサンドラ・ラミー）は工場で働きながら郊外の団地で娘のリザ（メリュジーヌ・マヤンス）と二人で暮らすシングルマザー。日々、生活に追われ、楽しみもなく単調に過ごしていたが、ある日、職場にやってきた新人のパコ（セルジ・ロペス）と恋に落ちる。母娘ふたりの生活にパコが加わり、やがてひとりの男の子、リッキーが誕生する。
しかしその後、カティとパコは育児疲れや仕事の行き詰まりで言い争いを繰り返すようになっていった。ある日、リッキーの背中に痣を発見したカティはパコの虐待を疑い、それをきっかけにパコは家を出てしまう。背中の痣は日々大きくなり、血が滲み、大きく成長していく。そしてある日、その痣から小さな翼が生えてくる。

## キャスト
- カティ: アレクサンドラ・ラミー - シングルマザー。
- パコ: セルジ・ロペス - カティが勤める工場の新入り。スペイン人。
- リザ: メリュジーヌ・マヤンス（フランス語版） - カティの娘。7歳。
- リッキー: アルチュール・ペイレ - カティとパコの間に生まれた赤ちゃん。何故か背中に翼が生える。
- 医師: アンドレ・ウィルム
- ジャーナリスト: ジャン＝クロード・ボル＝レダ（フランス語版）

## 作品の評価
アロシネによれば、フランスの26のメディアによる評価の平均点は5点満点中3.7点である。
Rotten Tomatoesによれば、16件の評論のうち高評価は63%にあたる10件で、平均点は10点満点中6.4点となっている。
Metacriticによれば、9件の評論のうち、高評価は3件、賛否混在は6件、低評価はなく、平均点は100点満点中53点となっている。